# Collegio di South West Wiltshire
South West Wiltshire è un collegio elettorale inglese situato nel Wiltshire e rappresentato alla camera dei Comuni del parlamento del Regno Unito. Elegge un membro del parlamento con il sistema maggioritario a turno unico; l'attuale parlamentare è Andrew Murrison del Partito Conservatore, che rappresenta il collegio dal 2010.

## Estensione

South West Wiltshire dal 2010 al 2024

Dal 2010 al 2024 collegio comprendeva i ward del distretto di West Wiltshire di Dilton Marsh, Ethandune, Mid Wylye Valley, Shearwater, Southwick and Wingfield, Summerham, Trowbridge Adcroft, Trowbridge College, Trowbridge Drynham, Trowbridge John of Gaunt, Trowbridge Park, Warminster East, Warminster West, Westbury Ham e Westbury Laverton e i ward del distretto di Salisbury di Donhead, Fonthill and Nadder, Knoyle, Tisbury and Fovant, e Western and Mere.
Dal 2024 comprende le seguenti divisioni elettorali del Wiltshire: Ethandune; Hilperton; Mere; Southwick; Trowbridge Adcroft; Trowbridge Central; Trowbridge Drynham; Trowbridge Grove; Trowbridge Lambrok; Trowbridge Park; Trowbridge Paxcroft; Warminster Broadway; Warminster East; Warminster North and Rural; Warminster West; Westbury East; Westbury North; Westbury West e Wylye Valley.

## Membri del parlamento
| Elezione | Elezione | Deputato        | Partito      |
| -------- | -------- | --------------- | ------------ |
|          | 2010     | Andrew Murrison | Conservatore |

## Elezioni

### Elezioni negli anni 2020
| Partito                    | Partito                                   | Candidato                  | Risultati 4 luglio 2024 | Risultati 4 luglio 2024 |
| Partito                    | Partito                                   | Candidato                  | Voti                    | %                       |
| -------------------------- | ----------------------------------------- | -------------------------- | ----------------------- | ----------------------- |
|                            | Conservatore                              | Andrew Murrison            | 15 617                  | 33,83                   |
|                            | Laburista                                 | Evelyn Akoto               | 12 374                  | 26,80                   |
|                            | Reform UK                                 | Garry Irvin                | 7 840                   | 16,98                   |
|                            | Lib Dem                                   | Bret Palmer                | 7 205                   | 15,61                   |
|                            | Verdi                                     | Fay Whitfield              | 2 243                   | 4,86                    |
|                            | Indipendente                              | James Ward                 | 448                     | 0,97                    |
|                            | Indipendente                              | Thomas Culshaw             | 441                     | 0,96                    |
|                            |                                           |                            |                         |                         |
| Iscritti                   | Iscritti                                  | Iscritti                   | 71 574                  | 100,00                  |
| ↳ Votanti (% su iscritti)  | ↳ Votanti (% su iscritti)                 | ↳ Votanti (% su iscritti)  | 46 168                  | 64,50                   |
| ↳ Astenuti (% su iscritti) | ↳ Astenuti (% su iscritti)                | ↳ Astenuti (% su iscritti) | 25 406                  | 35,50                   |
|                            |                                           |                            |                         |                         |
|                            | Esito: collegio confermato a Conservatore |                            |                         |                         |

### Elezioni negli anni 2010
| Partito                    | Partito                                   | Candidato                  | Risultati 12 dicembre 2019 | Risultati 12 dicembre 2019 |
| Partito                    | Partito                                   | Candidato                  | Voti                       | %                          |
| -------------------------- | ----------------------------------------- | -------------------------- | -------------------------- | -------------------------- |
|                            | Conservatore                              | Andrew Murrison            | 33 038                     | 60,18                      |
|                            | Laburista                                 | Emily Pomroy-Smith         | 11 408                     | 20,78                      |
|                            | Lib Dem                                   | Ellen Nicholson            | 8 015                      | 14,60                      |
|                            | Verdi                                     | Julie Phillips             | 2 434                      | 4,43                       |
|                            |                                           |                            |                            |                            |
| Iscritti                   | Iscritti                                  | Iscritti                   | 77 970                     | 100,00                     |
| ↳ Votanti (% su iscritti)  | ↳ Votanti (% su iscritti)                 | ↳ Votanti (% su iscritti)  | 54 895                     | 70,41                      |
| ↳ Astenuti (% su iscritti) | ↳ Astenuti (% su iscritti)                | ↳ Astenuti (% su iscritti) | 23 075                     | 29,59                      |
|                            |                                           |                            |                            |                            |
|                            | Esito: collegio confermato a Conservatore |                            |                            |                            |

| Partito                    | Partito                                   | Candidato                  | Risultati 8 giugno 2017 | Risultati 8 giugno 2017 |
| Partito                    | Partito                                   | Candidato                  | Voti                    | %                       |
| -------------------------- | ----------------------------------------- | -------------------------- | ----------------------- | ----------------------- |
|                            | Conservatore                              | Andrew Murrison            | 32 841                  | 59,98                   |
|                            | Laburista                                 | Laura Pictor               | 14 515                  | 26,51                   |
|                            | Lib Dem                                   | Trevor Carbin              | 5 360                   | 9,79                    |
|                            | UKIP                                      | Chris Walford              | 1 445                   | 2,64                    |
|                            | Indipendente                              | Liam Silcocks              | 590                     | 1,08                    |
|                            |                                           |                            |                         |                         |
| Iscritti                   | Iscritti                                  | Iscritti                   | 76 043                  | 100,00                  |
| ↳ Votanti (% su iscritti)  | ↳ Votanti (% su iscritti)                 | ↳ Votanti (% su iscritti)  | 54 751                  | 72,00                   |
| ↳ Astenuti (% su iscritti) | ↳ Astenuti (% su iscritti)                | ↳ Astenuti (% su iscritti) | 21 292                  | 28,00                   |
|                            |                                           |                            |                         |                         |
|                            | Esito: collegio confermato a Conservatore |                            |                         |                         |

| Partito                    | Partito                                   | Candidato                  | Risultati 7 maggio 2015 | Risultati 7 maggio 2015 |
| Partito                    | Partito                                   | Candidato                  | Voti                    | %                       |
| -------------------------- | ----------------------------------------- | -------------------------- | ----------------------- | ----------------------- |
|                            | Conservatore                              | Andrew Murrison            | 27 198                  | 52,67                   |
|                            | UKIP                                      | Matthew Brown              | 9 030                   | 17,49                   |
|                            | Laburista                                 | George Aylett              | 6 948                   | 13,45                   |
|                            | Lib Dem                                   | Trevor Carbin              | 5 482                   | 10,62                   |
|                            | Verdi                                     | Phil Randle                | 2 985                   | 5,78                    |
|                            |                                           |                            |                         |                         |
| Iscritti                   | Iscritti                                  | Iscritti                   | 73 045                  | 100,00                  |
| ↳ Votanti (% su iscritti)  | ↳ Votanti (% su iscritti)                 | ↳ Votanti (% su iscritti)  | 51 643                  | 70,70                   |
| ↳ Astenuti (% su iscritti) | ↳ Astenuti (% su iscritti)                | ↳ Astenuti (% su iscritti) | 21 402                  | 29,30                   |
|                            |                                           |                            |                         |                         |
|                            | Esito: collegio confermato a Conservatore |                            |                         |                         |

| Partito                    | Partito                                         | Candidato                  | Risultati 6 maggio 2010 | Risultati 6 maggio 2010 |
| Partito                    | Partito                                         | Candidato                  | Voti                    | %                       |
| -------------------------- | ----------------------------------------------- | -------------------------- | ----------------------- | ----------------------- |
|                            | Conservatore                                    | Andrew Murrison            | 25 321                  | 51,66                   |
|                            | Lib Dem                                         | Trevor Carbin              | 14 954                  | 30,51                   |
|                            | Laburista                                       | Rebecca Rennison           | 5 613                   | 11,45                   |
|                            | UKIP                                            | Michael Cuthbert-Murray    | 2 684                   | 5,48                    |
|                            | Indipendente                                    | Crispin Black              | 446                     | 0,91                    |
|                            |                                                 |                            |                         |                         |
| Iscritti                   | Iscritti                                        | Iscritti                   | 71 663                  | 100,00                  |
| ↳ Votanti (% su iscritti)  | ↳ Votanti (% su iscritti)                       | ↳ Votanti (% su iscritti)  | 49 018                  | 68,40                   |
| ↳ Astenuti (% su iscritti) | ↳ Astenuti (% su iscritti)                      | ↳ Astenuti (% su iscritti) | 22 645                  | 31,60                   |
|                            |                                                 |                            |                         |                         |
|                            | Esito: collegio a Conservatore (nuovo collegio) |                            |                         |                         |

## Risultati dei referendum

### Referendum sulla permanenza del Regno Unito nell'Unione europea del 2016
|             | Collegio             | Lasciare UE % | Rimanere in UE % |
| ----------- | -------------------- | ------------- | ---------------- |
|             | South West Wiltshire | 57,6%         | 42,4%            |
| Inghilterra | 53,3%                | 46,7%         |                  |
| Regno Unito | 51,9%                | 48,1%         |                  |